# Thalassius
Thalassius is een geslacht van spinnen uit de  familie van de kraamwebspinnen (Pisauridae).

## Soorten
- Thalassius albocinctus (Doleschall, 1859)
- Thalassius jayakari F. O. P.-Cambridge, 1898
- Thalassius kolosvaryi Caporiacco, 1947
- Thalassius margaritatus Pocock, 1898
- Thalassius massajae (Pavesi, 1883)
- Thalassius paralbocinctus Zhang, Zhu & Song, 2004
- Thalassius phipsoni F. O. P.-Cambridge, 1898
- Thalassius pictus Simon, 1898
- Thalassius pseudojuvenilis Sierwald, 1987
- Thalassius radiatolineatus Strand, 1906
- Thalassius rossi Pocock, 1902
- Thalassius rubromaculatus Thorell, 1899
- Thalassius spinosissimus (Karsch, 1879)